# Samuel Malamud
Samuel Malamud  (Mogilev-Podolsk, Ucrânia 21 de julho de 1908 — Rio de Janeiro, Brasil 11 de março de 2000) foi um advogado brasileiro.
Samuel Malamud nasceu na Ucrânia, então parte do Império Russo, em 1908. Depois de um breve período na Romênia, desembarcou no Brasil, no Porto do Rio de Janeiro em 15 de novembro de 1923 - um momento que marca a intensificação da imigração de judeus para o país, vindos da Europa Oriental fugidos dos pogroms. Ingressou na Faculdade de Direito, da atual UFRJ em 1929, concluindo o curso em 1932. Quando da reforma judiciária em 1939, optou por exercer a advocacia. Paralelamente às atividades profissionais, dedicou-se a atuação dentro da comunidade judaica, participando ativamente da direção e fundação de entidades juvenis, culturais, beneficentes e educacionais, além de organizações de representação judaica.
Atuou como secretário e vice-presidente do Centro Hebreu-Brasileiro de Socorro aos Israelitas Vítimas da Guerra, criado em 1943. No mesmo ano, foi um dos fundadores da Sociedade Israelita Brasileira de Organização, Reconstrução e Trabalho - ORT do Rio de Janeiro, cujo executivo presidiu nas primeiras gestões até 1948, quando lhe foi concedido o título de Presidente Honorário, reassumindo a presidência em 1968, cargo no qual permaneceu até seu falecimento. Em julho de 1948 foi nomeado Oficial de Legação e em abril de 1949 tornou-se primeiro Cônsul Honorário do Estado de Israel no Brasil, cargo em que permaneceu até março de 1952. Em 1956 Leon Feffer assumiu o cargo honorário depois de quatro anos vago.
Possui extensa bibliografia acerca da memória da comunidade judaica no Rio de Janeiro e também obras nas quais discorre acerca de questões caras ao grupo. Foi casado com Anita Malamud com quem teve dois filhos e quatro netos. Faleceu no Rio de Janeiro em 11 de março de 2000 vítima de um infarto.